# Domingo Pérez de Granada
Domingo Pérez de Granada település Spanyolországban, Granada tartományban.  Lakosainak száma 824 fő (2024).

## Népesség
| Lakosok száma | 907  | 899  | 890  | 890  | 878  | 862  | 849  | 836  | 824  |
|               | 2016 | 2017 | 2018 | 2019 | 2020 | 2021 | 2022 | 2023 | 2024 |